# Cantó de Tartàs-Oest
El cantó de Tartàs-Oest és un cantó francès del departament de les Landes, situat al districte de Dacs. Té 11 municipis i el cap és Tartàs.

## Municipis
- Begar
- Vath Longa
- Bòsc
- Carcen e Ponson
- La Luca
- Lesgòr
- Pontons d'Ador
- Arrion
- Tartàs
- Sent Jàguen
- Vilanava

## Història
| Data d'elecció                           | Identitat        | Partit | Qualitat |
| ---------------------------------------- | ---------------- | ------ | -------- |
| 1945-1982                                | Raymond Labeyrie | PS     |          |
| 1982-1994                                | Henri Emmanuelli | PS     |          |
| 1994-                                    | Bernard Subsol   | PS     |          |
| les dades anteriors no són pas conegudes |                  |        |          |
|                                          |                  |        |          |

## Demografia
| 1962 | 1968 | 1975 | 1982 | 1990 | 1999 | 2006  |
| ---- | ---- | ---- | ---- | ---- | ---- | ----- |
| -    | -    | -    | -    | -    | -    | 9.854 |